# U-154号潜艇 (1917年)
陛下之154号潜艇原是由弗伦斯堡船厂承建的一艘商用潜艇，设计用于突破英国在一战期间对德国的海上封锁以运送重要物资。后因战略需求，它自1916年12月16日被德意志帝国海军收编为U-151级巡洋潜艇的四号艇，于1917年9月10日下水，至同年12月12日交付使用。U-154号是在第一次世界大战期间服役的329艘德国军用潜艇之一，曾参加过大西洋潜艇战。在其仅有的一次远洋巡航中，共击沉5艘协约国或中立国商船，容积总吨为8132吨。1918年5月11日，该艇在大西洋的36°51′N 11°50′W / 36.850°N 11.833°W处被英国皇家海军潜艇E35号击沉，77名船员全部阵亡。

## 设计
U-154号原是由德意志远洋航运公司（Deutsche Ozean-Reederei GmbH，简称DOR）于1916年11月29日订购的一艘商用潜艇，它由弗伦斯堡船厂承建，设计用于突破英国皇家海军在第一次世界大战期间对德国实施的海上封锁，在德国和当时仍保持中立的美国之间运送货物。但在动工后不久，德意志帝国海军便于1916年12月16日根据P项战时订单（Kriegsauftrag P）将其收编为U-151级潜艇的四号艇，并按军用标准改造成巡洋潜艇。
改作军用的U-154号水面排水量1512吨，水下排水量1875吨；推进系统的总功率调整为柴油机和电动机各800匹公制馬力（588千瓦特），可分别提供最高12.4節（23.0每小時）的水面航速和最高5.2節（9.6每小時）的水下航速，其中5.5節（10.2每小時）航速时的水面续航里程高达25,000海里（46,000）、3節（5.6每小時）航速时则可在水下巡航65海里（120）。U-154号配备两具艇艏鱼雷发射管，可携带18枚鱼雷；甲板炮则安装有两门150毫米45倍径艇用高射炮。其额定船员编制为6名军官和50名水兵。

## 历史
U-154号于1917年9月10日下水，至同年12月12日在首任暨唯一一任艇长、海军少校赫尔曼·格尔克的指挥下交付使用。完成海试后，U-154号被编入驻基尔的巡洋潜艇部队（U-Kreuzer-Verband）服役，并一直隶属于该部队直至被击沉。
第一次世界大战期间，U-154号仅执行过一次深入大西洋的巡逻，期间共击沉5艘协约国或中立国商船，容积总吨为8132吨。其中容积最大的受害者是3244总吨的挪威货轮诺尔辰号（Nordkyn），它在从美国费城运送小麦至直布罗陀的途中，于1918年3月12日被U-154号发射鱼雷击沉。两个月后，即1918年5月11日，U-154号在马德拉群岛附近的36°51′N 11°50′W / 36.850°N 11.833°W处被英国皇家海军潜艇E35号击沉，艇内77名船员全数阵亡。

## 袭击历史摘要
| 日期          | 船名           | 船籍       | 吨位 | 结局 |
| ------------- | -------------- | ---------- | ---- | ---- |
| 1918年3月12日 | 诺尔辰号       | 挪威       | 3244 | 击沉 |
| 1918年3月17日 | 瓜达尔基维尔号 | 西班牙     | 2078 | 击沉 |
| 1918年3月21日 | 钦查号         | 美国       | 6371 | 击伤 |
| 1918年3月26日 | 上贝拉号       | 葡萄牙     | 101  | 击沉 |
| 1918年4月7日  | 拉布吕耶尔号   | 法國       | 2198 | 击伤 |
| 1918年4月9日  | 霍华德总统号   | 利比里亚   | 73   | 击沉 |
| 1918年4月10日 | 布鲁图号       | 英国       | 3902 | 击伤 |
| 1918年4月21日 | 米舍莱号       | 法國       | 2636 | 击沉 |
| 1918年4月25日 | 河内丸         | 大日本帝国 | 5749 | 击伤 |

## 脚注
1. ↑  Gröner 1991，第20-21頁.
2. 1 2  Helgason, Guðmundur. . German and Austrian U-boats of World War I - Kaiserliche Marine - Uboat.net.   [2022-01-11].
3. ↑  Williamson，第16頁.
4. ↑  Gröner 1991，第20–21頁.
5. ↑  Herzog，第136頁.
6. ↑  Helgason, Guðmundur. . German and Austrian U-boats of World War I - Kaiserliche Marine - Uboat.net.   [2022-01-11].
7. ↑  Helgason, Guðmundur. . German and Austrian U-boats of World War I - Kaiserliche Marine - Uboat.net.   [2022-01-11].
8. ↑  Helgason, Guðmundur. . German and Austrian U-boats of World War I - Kaiserliche Marine - Uboat.net.   [2018-06-05].